# Katharine Jansen
Katharine „Kati“ Jansen (* 12. Februar 1934 in Kempen) ist eine ehemalige deutsche Schwimmerin.

## Biografie
Katharine Jansen belegte bei den Olympischen Sommerspielen 1952 in Helsinki mit der deutschen Staffel über 4 × 100 m Freistil den siebten Platz. Zwei Jahre später gewann sie mit der deutschen 4 × 100-m-Freistilstaffel bei den Europameisterschaften in Turin Bronze. Bei den Olympischen Sommerspielen 1956 in Melbourne erreichte Jansen den 19. Platz über 100 m Freistil und verpasste mit der Staffel über 4 × 100 m Freistil nur knapp die Bronzemedaille.